# No Gods No Masters
No Gods No Masters es el séptimo álbum de estudio de la banda estadounidense de rock alternativo Garbage, y se publicó el 11 de junio de 2021 a través del sello propio de la banda, Stunvolume. Fue distribuido en todo el mundo por Infectious Music y BMG UK y está precedido por el sencillo principal "The Men Who Rule the World".
"Este es nuestro séptimo disco, cuya numerología significativa afectó el ADN de su contenido: las siete virtudes, los siete dolores y los siete pecados capitales", explicó la cantante Shirley Manson en la biografía del álbum, describiendo No Gods No Masters como "una crítica al auge de la miopía capitalista, el racismo, el sexismo y la misoginia en todo el mundo".

## Antecedentes
En 2017, Garbage grabó y lanzó un sencillo digital independiente titulado "No Horses", que la banda insinuó que podría ser la dirección en la que sonaría su nuevo material. La escritura para el séptimo álbum de Garbage comenzó en abril de 2018, luego de un trabajo preliminar en el estudio en casa de Butch Vig, la banda estableció un espacio en Palm Springs para escribir demos. El cuarteto esbozó el esqueleto del álbum durante dos semanas, improvisando, experimentando y sintiendo las canciones. El trabajo se detuvo en la segunda mitad de 2018, ya que Garbage marcó el vigésimo aniversario de su segundo álbum Versión 2.0 con la gira de dos meses 20 Years Paranoid, antes de volver a reunirse en Los Ángeles para terminar el proyecto.
A mediados de 2019, Manson describió el material de las sesiones de escritura del álbum como "cinematográfico" y lo comparó con Roxy Music. "Ciertamente es un disco que suena diferente al de nuestro último par [de álbumes]. Tiene muchas guitarras, muchas melodías y ganchos. Es más pop que el último disco. Estábamos muy inspirados por el pop extraño y subversivo de Roxy Music - esa fue una especie de nuestra musa. No es que suene a Roxy Music, pero definitivamente fue algo en lo que pensamos mucho". El trabajo de grabación comenzó en serio desde septiembre hasta marzo de 2020, cuando las pandemia de COVID-19 afectaron después de la última semana de grabación.
Los toques finales se aplicaron a través de la colaboración digital; el álbum se mezcló durante julio de 2020. La entrega final del álbum tuvo lugar en septiembre de 2020. No Gods No Masters es una producción propia de Garbage, en colaboración con su ingeniero de estudio y mezclador Billy Bush. El álbum fue masterizado por Heba Kadry.

## Lanzamiento
No Gods No Masters se anunció el 30 de marzo de 2021, y los pedidos anticipados se lanzaron al mismo tiempo que se lanzaron el audio y el video musical de "The Men Who Rule the World". El álbum está disponible en CD y versiones LP de vinilo blanco y verde neón, así como una edición de lujo con un disco extra de los sencillos independientes de la banda lanzados entre 2013 y 2018. La edición de lujo también está disponible digitalmente y como un disco. Prensado en vinilo rosa Store Day (con revestimiento alternativo).
No Gods No Masters será apoyado a fines de 2021 con giras de conciertos en la arena como invitados de Alanis Morissette y Blondie.

## Lista de canciones
Edición estándar

Todas las canciones escritas y compuestas por Garbage, excepto algunas notas. 
| No Gods No Masters – Standard edition |                              |          |  |
| N.º                                   | Título                       | Duración |  |
| 1.                                    | «The Men Who Rule the World» | 4:27     |  |
| 2.                                    | «The Creeps»                 | 3:33     |  |
| 3.                                    | «Uncomfortably Me»           | 3:16     |  |
| 4.                                    | «Wolves»                     | 4:16     |  |
| 5.                                    | «Waiting for God»            | 4:04     |  |
| 6.                                    | «Godhead»                    | 4:08     |  |
| 7.                                    | «Anonymous XXX»              | 4:07     |  |
| 8.                                    | «A Woman Destroyed»          | 5:32     |  |
| 9.                                    | «Flipping the Bird»          | 3:37     |  |
| 10.                                   | «No Gods No Masters»         | 4:31     |  |
| 11.                                   | «This City Will Kill You»    | 4:36     |  |

Edición de lujo
| No Gods No Masters – Deluxe edition bonus disc |                                                      |          |  |
| N.º                                            | Título                                               | Duración |  |
| 1.                                             | «No Horses»                                          | 5:23     |  |
| 2.                                             | «Starman»                                            | 4:08     |  |
| 3.                                             | «Girls Talk» (con Brody Dalle)                       | 3:34     |  |
| 4.                                             | «Because the Night» (con Screaming Females)          | 4:55     |  |
| 5.                                             | «On Fire»                                            | 5:07     |  |
| 6.                                             | «The Chemicals» (con Brian Aubert)                   | 4:20     |  |
| 7.                                             | «Destroying Angels » (con Exene Cervenka y John Doe) | 5:01     |  |
| 8.                                             | «Time Will Destroy Everything»                       | 4:44     |  |